# Фадик, Каролина
Кароли́на Фа́дик Матура́на (исп. Carolina Fadic Maturana; 27 февраля 1974, Сантьяго, Чили — 12 октября 2002, там же) — чилийская актриса и телеведущая. 

## Личная жизнь
В 1997 году Каролина вышла замуж за Габриэля дель Каррила (род. в 1960-х), они расстались в 2001 году, но официально развестись до смерти Фадик не успели. У супругов был сын — Педро дель Каррил Фадик (род.1996).
Утром 10 октября 2002 года, после сильной головной боли, Каролина была доставлена в «Clínica Santa María», где выяснилось, что она перенесла инсульт. В этот же день Фадик впала в кому и два дня спустя, 12 октября 2002 года, 28-летней актрисы не стало. 

## Фильмография
| год  | название                                     | роль              | режиссер            |
| ---- | -------------------------------------------- | ----------------- | ------------------- |
| 1995 | Блондинка Кеннеди (исп. La Rubia de Kennedy) | Блондинка Кеннеди | Арнальдо Вальсекки  |
| 1999 | Секреты (исп. Los secretos)                  | Антонелла         | Фернандо Гуаринелло |
| 2000 | Обезьяны с бритвой (исп. Monos con navaja)   | Жозефина          | Стэнли Гончански    |
| 2001 | Антония (исп. Antonia)                       | Антония Мольтедо  | Мариано Андраде     |